# Villemolaque
Villemolaque (în catalană Vilamulaca) este o comună în departamentul Pyrénées-Orientales din sudul Franței. În 2009 avea o populație de 1.147 de locuitori.

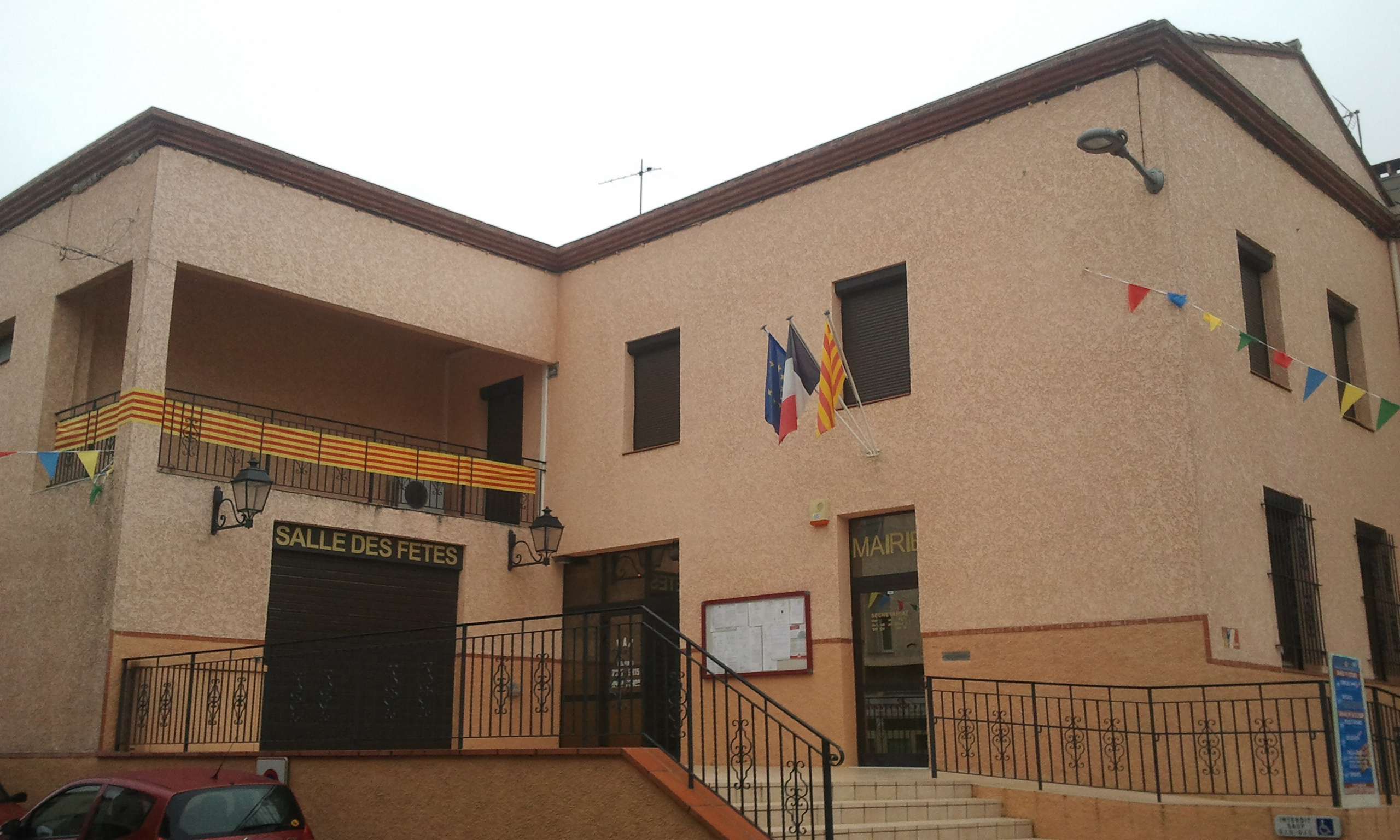
Villemolaque

## Evoluția populației
| An        | 1975 | 1982 | 1990 | 1999 | 2006  | 2009  |
| --------- | ---- | ---- | ---- | ---- | ----- | ----- |
| Populație | 466  | 480  | 833  | 922  | 1.124 | 1.147 |